# تاکسی (فیلم ۱۳۹۳)
تاکسی مستندی ایرانی به نویسندگی و کارگردانی جعفر پناهی است که در سال ۲۰۱۵ منتشر شد. این فیلم پس از پرده و این فیلم نیست سومین فیلمی است که پناهی در دوران محرومیت خود از فیلم‌سازی در ایران ساخته است. این فیلم که ساختاری مستندگونه دارد، با امکانات محدودی ساخته شده و داستان آن در یک تاکسی در تهران و بجنورد می‌گذرد که رانندگی این تاکسی با خود جعفر پناهی است. حقوق‌دان نسرین ستوده و حنا سعیدی، یکی از اعضای کانون مدافعان حقوق بشر، دیگر بازیگران هستند.
تاکسی نخستین بار در بخش رقابتی شصت و پنجمین جشنواره بین‌المللی فیلم برلین به نمایش درآمد و در آن‌جا برندهٔ جایزه خرس طلای جشنواره شد. پناهی به دلیل ممنوع‌الخروج بودن از ایران نتوانست در این جشنواره حضور یابد و جایزه او توسط حنا سعیدی، خواهرزاده‌اش، دریافت شد. این فیلم به‌طور کلی نقدهای مثبتی از سوی منتقدان داشت و فروش جهانی آن بیش از ۱۱ میلیون دلار بود.
سلولوئید دریمز، توزیع بین‌المللی فیلم را به عهده داشت. در پوسترهای این فیلم در اروپا، این فیلم با عنوان تاکسی تهران شناخته شده است.

«معلممون گفته اگر میخواید یک فیلم قابل پخش بسازید باید این جور چیزا را رعایت کنید: رعایت حجاب و شئونات اسلامی، ممنوعیت تماس زن و مرد، پرهیز از سیاه‌نمایی، پرهیز از خشونت، ممنوعیت استفاده از کراوات برای شخصیت‌های مثبت، عدم استفاده از اسامی ایرانی برای شخصیت‌های مثبت، بهتر است از اسامی ائمه اطهار باشد.

دختر بچه مسافر تاکسی خطاب به جعفر پناهی در بخشی از فیلم

## بازیگران
- جعفر پناهی
- نسرین ستوده
- حنا سعیدی

## بازخورد
- تاکسی در وبگاه نقد و بررسی راتن تومیتوز بر اساس نظر ۱۰۷ منتقد، امتیاز ۹۶٪ با نمرهٔ ۸٫۵۰/۱۰ را کسب کرده است. اجماع منتقدان این وبگاه می‌گوید «تاکسی جعفر پناهی دور دیگری از تفسیرهای اجتماعی را از کارگردانی ارائه می‌کند که تمام فیلم‌شناسی او به‌عنوان اقدامی شجاعانه از اختلاف عقیده است.»[۱۱] این فیلم در متاکریتیک، که از میانگین وزنی استفاده می‌کند، بر اساس نظر ۲۵ منتقد، امتیاز ۹۱ از ۱۰۰ را کسب کرده که نشان‌گر «تحسین همگانی» است.[۱۲]

- دویچه وله می‌نویسد، «در آغاز فیلم این شبهه وجود دارد که مسافران از وجود دوربین‌ها آگاهی ندارند و موضوعات مورد بحث اتفاقی و تصادفی هستند، اما روند فیلم خلاف این تصور را تقویت می‌کند. البته می‌توان تصور نمود که این فیلم محصول گفتگوهای متفاوت و متعددی بوده که پناهی در تدوین دست به گزینش زده تا محتوایی یک‌دست و دلخواه خود را در قالب یک فیلم خوب تهیه و ارائه کند.»[۶] رادیو زمانه آن را با ده عباس کیارستمی مقایسه کرد و نوشت «در این فیلم که از سویه‌های سیاسی و در همان حال سرگرم‌کننده‌ای برخوردار است، جعفر پناهی نقش یک راننده تاکسی در تهران را ایفا می‌کند. در گفتگوی او با مسافرانش، موقعیت‌های قابل تأملی شکل می‌گیرد..»[۱۳] دارن آرنوفسکی، رئیس هیئت داوران جشنواره فیلم برلین در مورد تاکسی گفته است: «جعفر پناهی به جای اینکه در هم بشکند و تسلیم شود، به جای اینکه بگذارد خشم و نومیدی او را در بربگیرد، نامه‌ای عاشقانه به سینما ساخته است. فیلم او پر از عشقش به هنر، به جامعه و کشورش و عشق به مخاطبانش است.»[۸]
- خبرگزاری‌های سینماپرس ، خبرگزاری دانشجو ، مشرق‌نیوز ، تابناک و باشگاه خبرنگاران جوان به نقد این فیلم و نقد موفقیت‌های جشنواره‌ای آن پرداختند.[۱۴][۱۵][۱۶][۱۷][۱۸][۱۹][۲۰]